# Gaspar Sanz
Gaspar Sanz (Calanda, Terol, 4 d'abril de 1640 - (probablement) Madrid 1710), sacerdot, va ser considerat el teòric espanyol de la guitarra més important del segle xvii. Alguns especialistes defensen que també va ser el més complet de tots els del seu temps. El mateix Sanz en la seva obra explica que va estudiar amb els millors mestres de capella d'Espanya. Més tard va viatjar a Itàlia on va seguir els seus estudis d'orgue a la Capella Reial de Nàpols on estudià teoria musical a través del partimento amb Cristoforo Caresana i, després a Roma, on també va perfeccionar els seus estudis de guitarra amb Lelio Colista.

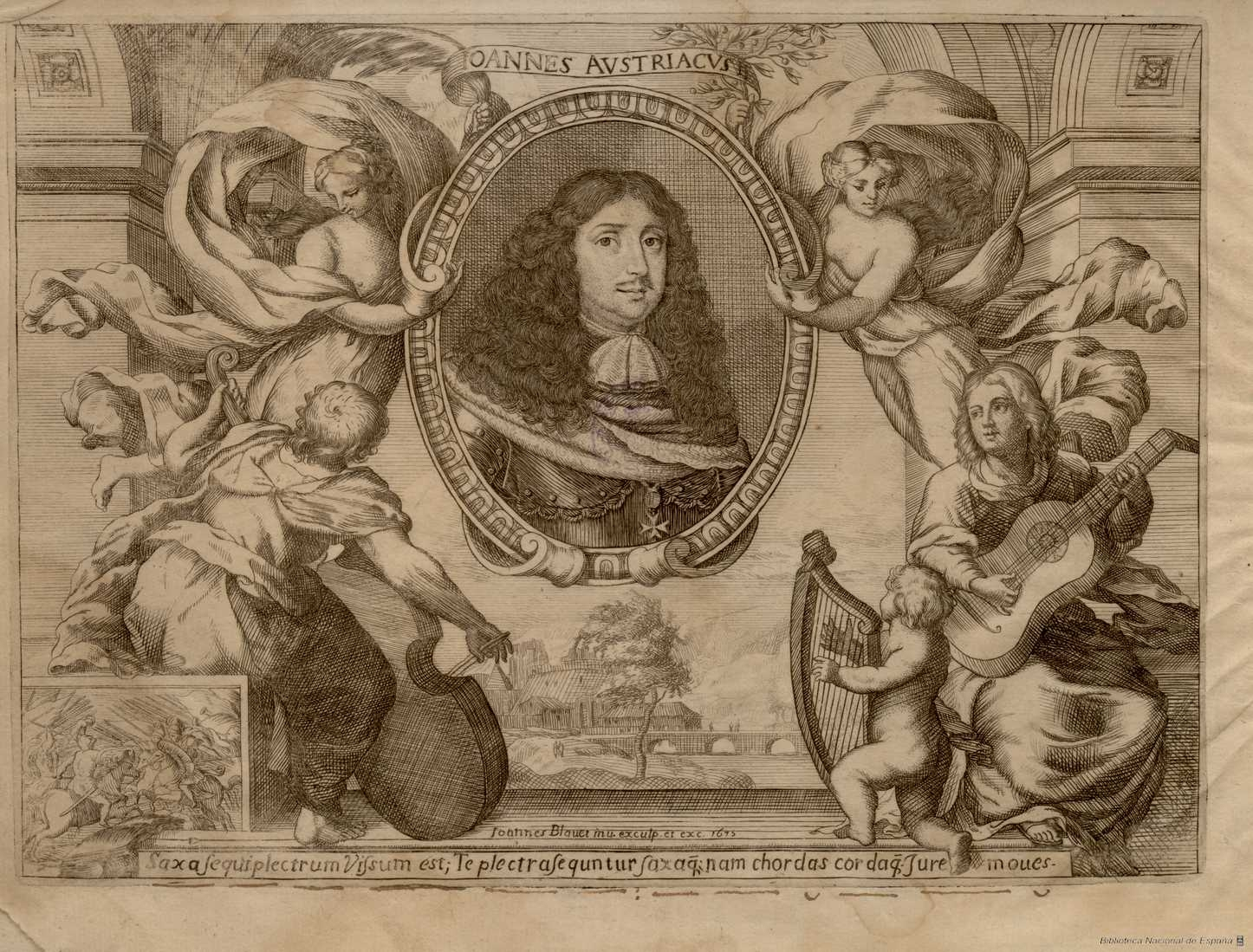
Joan Josep d'Àustria al tractat.

Posteriorment va tornar a Espanya, portant a sobre una gran influència de la seva estada a Itàlia, i va passar a ser instructor de guitarra de Joan Josep d'Àustria, al qual va dedicar el llibre "Instrucción de música sobre la guitarra española".

## L'obra "Instrucció de música" al seu temps

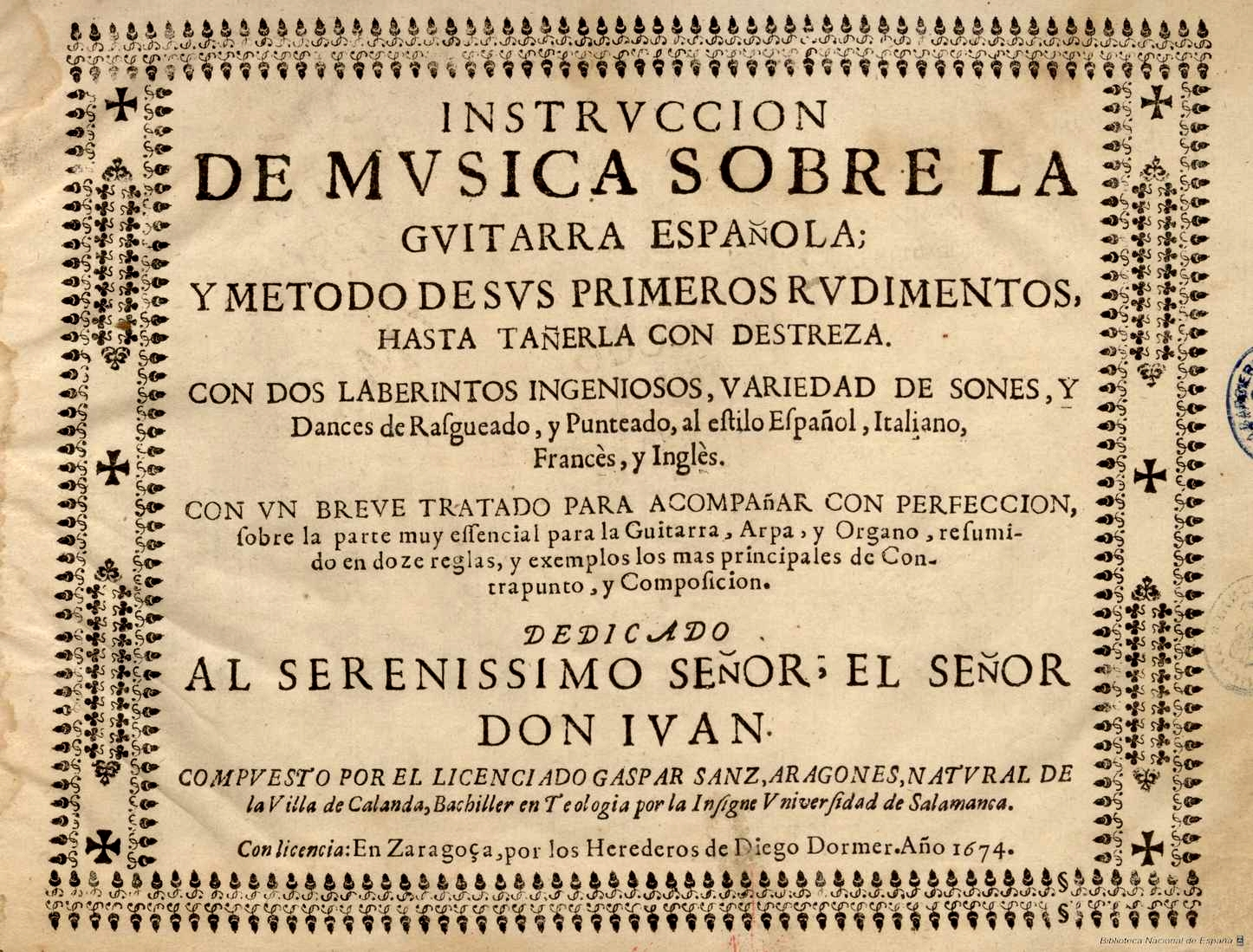
Portada del tractat.Saragossa. Hereus de Diego Dormer. 1674.

La seva obra destaca per la qualitat de la seva música i pel gran nombre d'edicions de la seva obra, que no només va influir en el panorama espanyol de la guitarra barroca sinó que es va estendre per tot el segle xviii, on tractats i edicions segueixen prenent-lo com a model.
El llibre era un tractat teòric complet per tocar la guitarra amb tota mena de consells tècnics i musicals, acompanyat de nombroses composicions del mateix Sanz, les quals, tenint en compte els tres volums que consta el llibre, ascendeixen a 90. Inclou també instruccions per a la realització del baix continu, que suposen una adaptació a la guitarra de la tècnica del partimento que estudià a Nàpols amb Caresana.
De l'obra de Sanz se'n van fer al segle xvii vuit edicions: la primera el 1675 i la vuitena el 1697, encara que els tres volums que consta l'obra completa són de 1675. Possiblement més endavant es van fer més edicions, ja que Sanz solia fer-ne diverses un mateix any, perquè l'obra es va fer de seguida molt popular. Però pel pròleg de la tercera edició de 1675, sabem que l'obra que es conserva és completa perquè parla que l'obra constaria de tres llibres. Tant el llibre segon com sobretot el tercer contenen composicions de major dificultat i bellesa que el primer.

## El tractat als seglesxixixx
Al llarg del segle xix la música de Gaspar Sanz passa a convertir-se en una anècdota bibliogràfica; gràcies a les seves nombroses edicions, es recorda el seu nom i la seva passada glòria.

No és fins al 1920 que comencen a aparèixer a París una sèrie de transcripcions de peces de Sanz pel guitarrista i musicòleg català Emili Pujol. A partir d'aquí apareixen successives edicions, arranjaments i adaptacions que constaten en certa manera la discrepància en l'interès per la música de Sanz així com en les possibilitats concretes de realització pràctica de l'obra de Sanz, ja que es desconeix l'instrument original i el moviment de la història de la música antiga, els seus instruments i les pràctiques originals està donant els seus primers passos. 

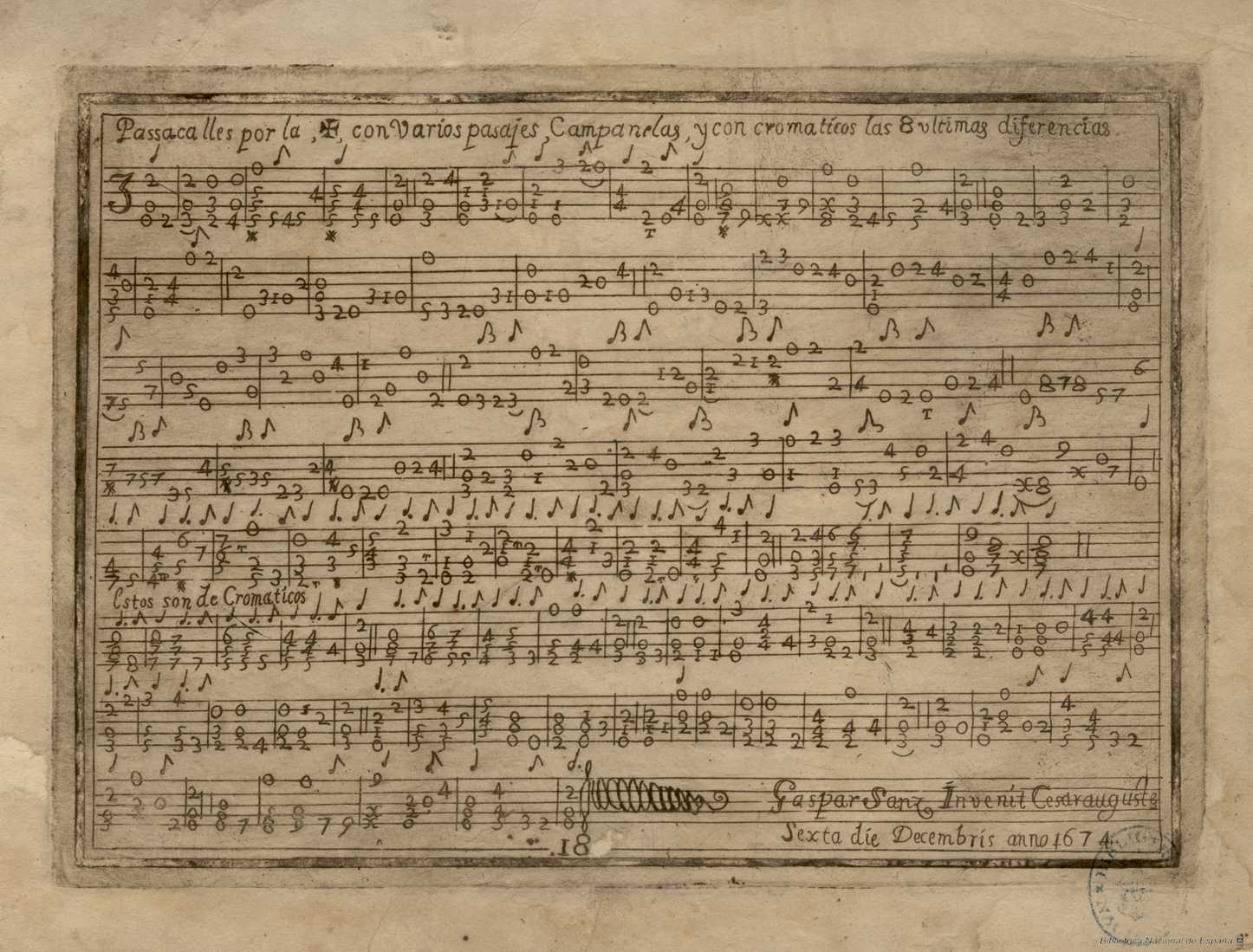
Una tablatura del tractat.

És en aquesta perspectiva nova en la qual naixerà la denominació, desconeguda per a l'època, de guitarra barroca, ja que l'obra de Gaspar Sanz es tracta d'una música idiomàtica molt prarticular de l'instrument concret per al qual va ser feta i a més està escrita en una tablatura instrumental pròpia.
En l'actualitat, Gaspar Sanz forma part del repertori estàndard de la majoria de concertistes, encara que la seva obra es redueix a un petit nombre de les seves peces. Gairebé sempre s'agrupen les peces triades en forma de petita suite o col·lecció de danses, com Regino Sáinz de la Maza, difusor de l'obra de Sanz, que va publicar així les seves Danses cervantinas (transcripció de quatre peces de la Instrucció per a la guitarra moderna de sis cordes) o com Narciso Yepes que va agrupar les seves transcripcions en la forma de la coneguda Suite Espanyola. A més a més les peces de Sanz han sigut font d'inspiració per algunes obres de Manuel de Falla (El retaule de Maese Pedro sobre Cervantes, 1923) o de Joaquín Rodrigo.